# Júlio César (Fußballspieler, Mai 1980)
Júlio César, mit vollem Namen Júlio César Rocha Costa (* 12. Mai 1980 in Rio de Janeiro), ist ein ehemaliger brasilianischer Fußballspieler.

## Karriere
Der Spieler startet seine Laufbahn in Brasilien beim Bangu AC in Rio de Janeiro. Von dort wechselte zum japanischen Erstligaverein Verdy Kawasaki. Nach insgesamt nur neun Einsätzen ging er zurück nach Brasilien. Dort spielte er nur in unterklassigen Vereinen.
Am 14. Oktober 2010 wurde Júlio César bei Criciúma. Kurz zuvor war Júlio César aber wegen sexueller Belästigung vor einer Privatschule verhaftet und mangels Beweisen wieder entlassen worden. Gemäß dem Präsidenten wurde der Spieler als nicht schuldig angesehen, man wollte aber das Ansehen des Klubs schützen.